# تيرينس بويل
تيرينس بويل (بالإنجليزية: Terrence Boyle)‏ هو محامي وقاضي أمريكي، ولد في 22 ديسمبر 1945 في باسيك في الولايات المتحدة.